# Silvia Bencivelli
Silvia Bencivelli (La Spezia, 20 luglio 1977) è una giornalista, divulgatrice scientifica, conduttrice radiofonica conduttrice televisiva e scrittrice italiana.

## Biografia
Si laurea in medicina e chirurgia all'Università di Pisa nel 2002. Nel 2004 ottiene il master in comunicazione della scienza alla Scuola Internazionale Superiore di Studi Avanzati di Trieste. Nel 2005 inizia a collaborare con il quotidiano scientifico di Rai Radio 3, Radio3 scienza, di cui diviene uno dei conduttori, dal 2018 al 2023 è stata anche tra conduttori della rassegna stampa culturale di Rai Radio3, Pagina3. Per Rai Radio3 ha curato, scritto e condotto diverse serie speciali, come il ciclo di Vite che non sono la tua dedicato agli intellettuali in fuga durante il fascismo e La rivoluzione della salute universale, dedicato alla nascita del Servizio sanitario nazionale. Ha scritto e condotto numerose puntate di Wikiradio - Le voci della storia ed è autrice del radiodocumentario in due puntate "I ragazzi di Duchenne", dedicato ai ragazzi con distrofia muscolare, realizzato per Tre Soldi (Radio3 Rai) (febbraio, 2025).   
Nel 2010 è stata fra gli inviati della prima edizione di Cosmo – Siamo tutti una rete, trasmissione scientifica di Rai 3 di Gregorio Paolini, condotta da Barbara Serra. Da novembre 2011 a giugno 2013 ha collaborato con Presa diretta, di Riccardo Iacona e Francesca Barzini, su Rai 3.
Da ottobre 2014 a giugno 2016 ha lavorato con Rai Scuola, per Nautilus, condotto da Federico Taddia, e poi per Memex. Tra settembre 2016 e giugno 2017 è stata tra i conduttori di Tutta salute, in onda ogni mattina alle 11.00 su Rai 3. Continua a collaborare con Rai Cultura nella redazione di Rai scuola, per cui ha scritto e condotto Storie della scienza, Prospettive e i documentari Respira e Muoviti (prima messa in onda, ottobre 2024).   
Collabora con quotidiani e riviste, tra cui la Repubblica, D di Repubblica ed il Venerdì, Le Scienze, Mente e cervello, Focus, Wired. In passato ha scritto per Il manifesto, per la pagina mensile di Chips and Salsa dedicata alla scienza nell'inserto culturale Alias, e con La Stampa, per l'inserto Tuttogreen. Come giornalista scientifica, ha esordito presso la sede romana dell'agenzia Zadig, lavorando con Romeo Bassoli.
È docente di giornalismo scientifico al Master su "La scienza nella Pratica Giornalistica" dell'Università degli Studi di Roma "La Sapienza", e in altre sedi di master, ha tenuto un corso al Master Daimon della Scuola Holden di Torino (2024 - 2025), e insegna correntemente giornalismo scientifico, scrittura, scrittura di scienza, comunicazione dal vivo. 
Insieme a Chiara Tarfano è autrice del documentario Segna con me, realizzato con la consulenza scientifica di Valentina Foa (2013).
È autrice e conduttrice di podcast, tra cui Spaziale, con Samantha Cristoforetti (Chora media). 
Fa parte di Swim-Science Writers in Italy, associazione di giornalisti scientifici che fa parte di Eusja (European Union of Scientific Journalists' Associations) e di WFSJ (World Federation of Science Journalists). Fa parte del network professionale La Fatina, per la comunicazione della scienza.

## Opere
- Perché ci piace la musica, Sironi editore, 2007, 2012.
- Il sesso a test, Alpha Test, 2008.
- Cosa intendi per domenica?, Liberaria, 2013.
- Comunicare la scienza, Carocci Editore, 2013.
- È la medicina, bellezza!, Con Daniela Ovadia, Carocci Editore, 2017.[4]
- Le mie amiche streghe, Einaudi, 2017[5].
- Sospettosi, Einaudi, 2019.
- Eroica, folle e visionaria - Storie di medicina spericolata, Bollati Boringhieri, 2023, ISBN 978-8833941745, Premio Nazionale Divulgazione Scientifica, 2024[6].
- Il dubbio e il desiderio. Eva Mameli Calvino, Electa, 2023.
- Il mistero del gatto Asclepio, Salani, 2024.
- Tre colpi di genio e una pessima idea, Bollati Boringhieri, 2025.
- Comunicare la scienza - Una guida, con Francesco Paolo de Ceglia e Ruggero Rollini, 2025.
- Giornalismo scientifico,  capitolo in Diventare giornalisti – Manuale per il praticantato e l’esame di stato, a cura di Carlo Chianura (Carocci, 2024).

## Premi e riconoscimenti
- 2008 - Armenise-Harvard Italian Science Writer Fellowships
- 2010 - Premio giornalistico Riccardo Tomassetti, premio speciale per la divulgazione scientifica e sociale sull'HIV/Aids[7]
- 2012 - Premio Piazzano per il giornalismo scientifico
- 2014 - Premio Paolo Antonilli per i collaboratori esterni dei giornali
- 2017 - Premio Federazione diabete giovanile per la comunicazione
- 2018 - Premio Classico
- 2019 - Premio Tecnovisionaria
- 2020 - Premio Capodorlando per la comunicazione della scienza
- 2020 - Premio Armonicamente, arte e scienza (Università della Calabria)
- 2023 - Assobiotec Media Award
- 2024 - Premio Nazionale Divulgazione Scientifica [6]

## Filmografia
- Segna con me - documentario

## Trasmissioni televisive
- Cosmo - Siamo tutti una rete (Rai 3)
- Presa diretta, (Rai 3, 2011-2013)
- Nautilus (Rai Scuola)
- Memex - La scienza raccontata (Rai Scuola)
- Tutta salute (Rai 3, 2016-2017)
- Storie della scienza (Rai Scuola, 2021-2022)
- Prospettive (Rai Scuola, 2023)

## Radio
- Radio3 scienza
- Pagina3